# C. Grossmann Stahlguss
Die C. Grossmann Stahlguss GmbH in Solingen-Wald war die älteste Stahlgießerei Deutschlands. 

## Geschichte
1853 gründete Conrad Carl Grossmann einen Handwerksbetrieb. 1911 wurde das florierende Unternehmen in eine Aktiengesellschaft umgewandelt, die C. Grossmann Eisen- u Stahlwerk AG, welche unter anderem Bergbaumaschinen produzierte und zu den größten Unternehmen Europas in diesem Bereich zählte. Aufgrund des Niedergangs des deutschen Bergbaus und eines fehlgeschlagenen Engagements in Tschechien musste das Unternehmen 1997 Konkurs anmelden, wurde jedoch neu ausgerichtet und bereits im selben Jahr unter geändertem Firmennamen weitergeführt. 
Das Unternehmen war in den Geschäftsfeldern Stahlguss, Konverterguss, Feinkornstahlguss, Tieftemperaturguss tätig. Es produzierte mit zwei 7,5-Tonnen-Lichtbogenöfen und einem Konverter monatlich über 500 Tonnen Gusserzeugnisse, unter anderem Antriebsräder und Kettenglieder für Übertage-Bergbaumaschinen, Getriebegehäuse und Bremsscheiben für Schienenfahrzeuge, sowie Wehrtechnik-Produkte. Geschäftsführer des Unternehmens war zuletzt Johannes G. Berger. 2005 betrug der Jahresumsatz 24 Millionen Euro, die Mitarbeiterzahl lag bei etwa 170.
Eine Besonderheit war der seit mehr als 60 Jahren im Unternehmen existierende ‚Stahlgießerchor‘, bestehend aus Mitarbeitern und externen Sängern.

Im Januar 2016 musste das Unternehmen erneut Insolvenz anmelden. Da kein Käufer gefunden werden konnte, führte dies zur Schließung des Betriebes. Das große Gelände der ehemaligen Stahlgießerei wurde 2019 an einen Projektentwickler verkauft. Geplant ist dort die Errichtung eines neuen Stadtquartiers mit einer Mischung aus Wohnen und Gewerbe.

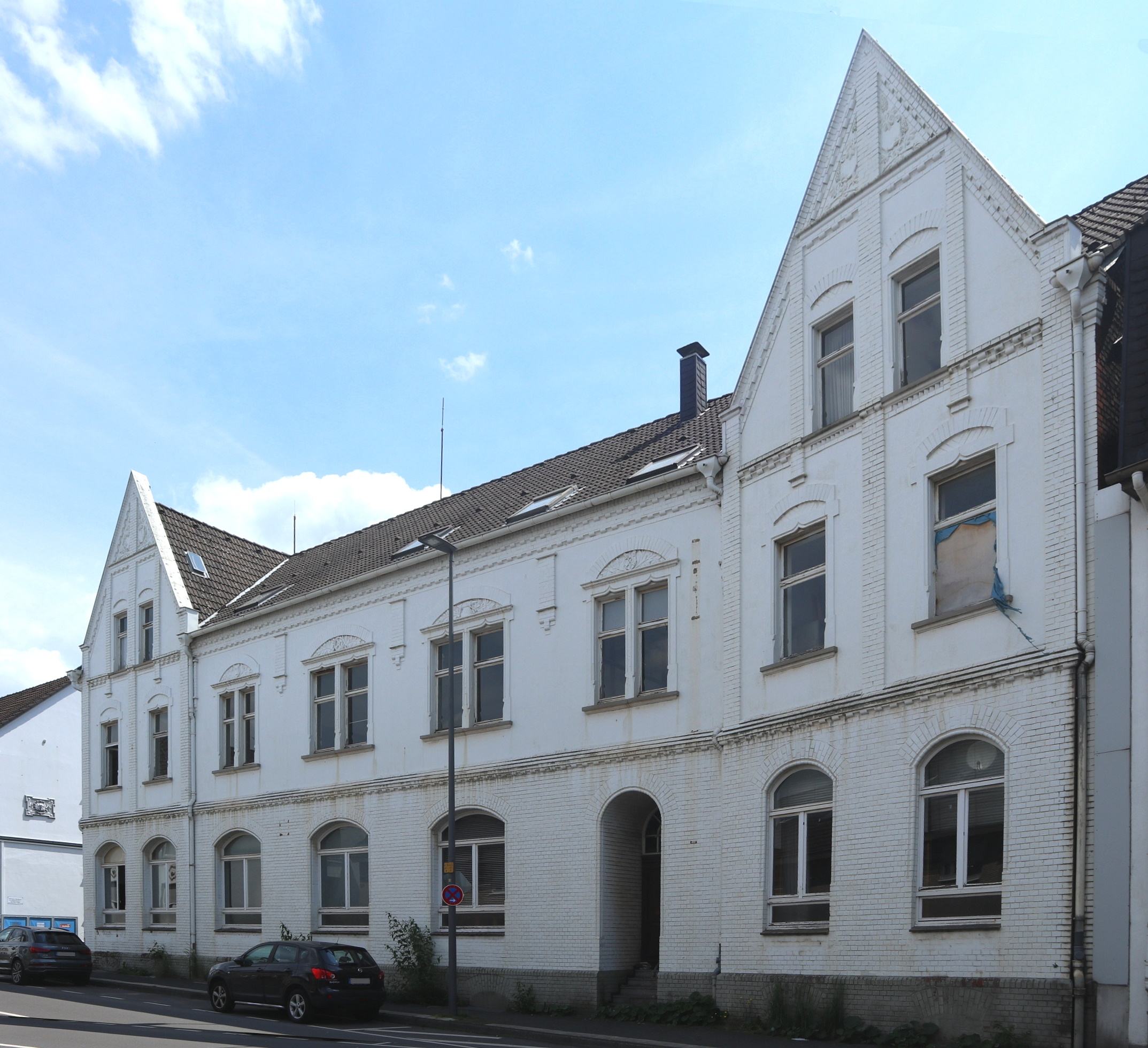
Ehem. Verwaltungsgebäude Wittkuller Straße 108 (2021)
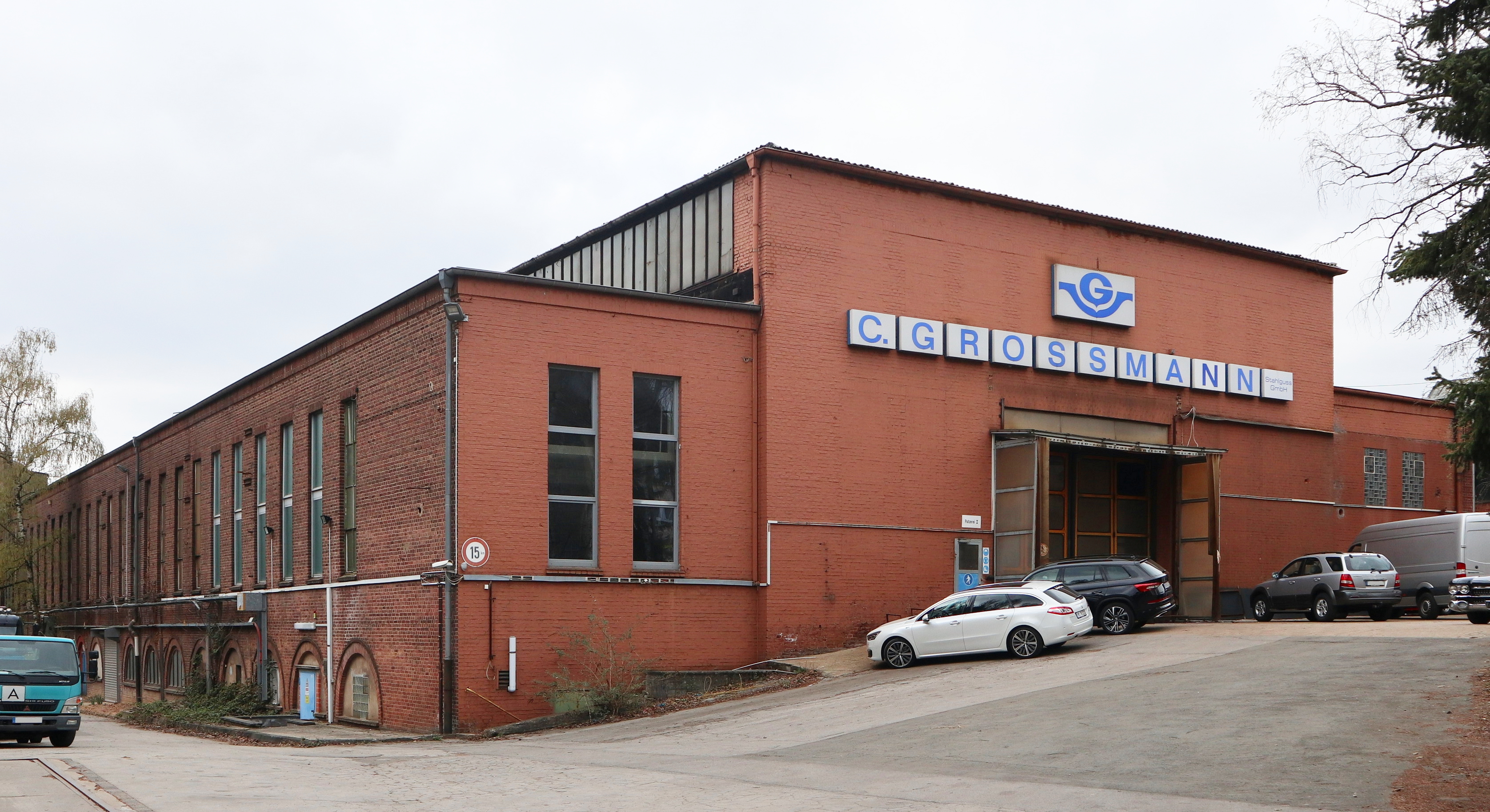
Eine der Grossmann-Produktionshallen (2021)
Aktie über 50 DM der C. Grossmann Eisen- und Stahlwerk AG vom Februar 1987